# موگل (نوادا)
موگل (به انگلیسی: Mogul) یک منطقهٔ مسکونی در ایالات متحده آمریکا است که در نوادا واقع شده‌است. موگل ۳٫۸ کیلومتر مربع مساحت و ۱٬۲۹۰ نفر جمعیت دارد و ۱٬۴۳۲٫۸۸ متر بالاتر از سطح دریا واقع شده‌است.